# Тимково (Волоколамський район)
Тимково  (рос. Тимково) - присілок, підпорядкований місту Волоколамську Московської області Російської Федерації.
Муніципальне утворення — Волоколамський міський округ. У 2006-2019 роках органом місцевого самоврядування було городское поселение Волоколамск. Населення становить 27 осіб (2013).

## Географія
Присілок розташований на лівому березі річки Лама на захід від Волоколамська, поруч із Новоризьким шосе. Найближчі населені пункти Хворостиніно, Тимоніно , Новотимоніно , Беркіно.

## Історія
З 14 січня 1929 року входить до складу новоутвореної Московської області. Раніше належало до Волоколамського повіту Московської губернії. Належало до Волоколамського району до його ліквідації 9 червня 2019 року.
Сучасне адміністративне підпорядкування з 2019 року.

## Пам'ятки історії
У селі знаходиться пам'ятка історії місцевого значення — братська могила радянських воїнів які загинули у 1941–1942 рр.

## Населення
| 1852 | 1859 | 1926 | 2002 | 2006 | 2010 |
| ---- | ---- | ---- | ---- | ---- | ---- |
| 240  | →240 | ↗459 | ↘20  | ↗25  | ↗27  |